# 中国—牙买加关系
中国—牙买加关系（英語：China–Jamaica relations）是指中華人民共和國和牙買加之間的外交關係，兩國於1972年11月21日建交。

## 政治关系
1962-1972年，牙买加曾和中华民国（台灣）保持外交关系，之后牙买加於1972年11月21日与中华人民共和国建交。
中國自1973年就在牙買加首都設有大使館。牙買加並沒有駐華外交機構，直至1992年牙買加駐日本大使館兼駐華事務為止。牙買加後來在北京設立正式大使館。
中國訪牙的有：全國政協主席李瑞環（1995年）、國務委員吳儀（2003年）、國家副主席曾慶紅（2005年）、全國人大常委會副委員長成思危（2007年）、中共中央總書記兼國家主席習近平（2009年，時任中共中央政治局常委兼國家副主席）、國務院副總理回良玉（2011年）、全國人大常委會副委員長張寶文（2015年）、國務委員楊潔篪（2017年）等。
牙買加訪華的有：總理曼利（1991年）、總督庫克（1999年）、總理帕特森（1998年和2005年）、總理戈爾丁（2010年）、科技、能源和礦業部長鮑威爾（2015年，出席中拉論壇首屆部長級會議開幕式）、國家安全部長蒙塔古（2017年，參加第86屆國際刑警組織大會）、經濟增長和就業部長瓦斯（2018年，出席首屆中國國際進口博覽會）、交通和礦業部長蒙塔古（2019年，出席第二屆“一帶一路”國際合作高峰論壇設施聯通分論壇）、總理霍爾尼斯（2019年，出席第二屆中國國際進口博覽會）等。

## 经贸关系
牙买加承认中国完全市场经济地位，是中国在英语加勒比国家中最大的贸易伙伴之一。2022年，中国同牙买加双边贸易额达10.54亿美元，同比增长29.6%，主要为中国出口。中国主要出口纺织品、服装、食品、化学品、轻工产品和机电产品等。2019年底，中国大陆对牙直接投资约9.2亿美元。截至2020年底，牙买加实际对华投资累计1244万美元。截至2020年底，中国大陆企业在牙买加新签工程承包合同额累计51.1亿美元，营业额达33.8亿美元。

## 文化关系
2007年，中國宣佈其會於2008年為超過20000名牙買加人提供技術訓練。
2014年9月，牙买加政府宣布中華人民共和國公民可以免签证进入牙买加停留30天，目前牙买加公民前往中国仍需提前办理签证。

## 外部連結
- 中華人民共和國駐牙買加大使館官方網站（简体中文）（英文）
  - 中華人民共和國駐牙買加大使館經濟商務處官方網站（简体中文）